# جغرافيا سوريا
سوريا هي بلد عربي في جنوب غرب آسيا بين لبنان وتركيا، تطل على البحر الأبيض المتوسط . ارتبطت أهمية سوريا السياسية والاقتصادية طوال تاريخها بمركزها، إذ أنها ملتقى لثلاث قارات وثقافات عدة. كانت سوريا بفضل موقعها الجغرافي الاستراتيجي محورا للتجارة العابرة بين العديد من بلدان الشرق الأوسط، كما كانت عاملا حيويا في تحديد السياسة والصراع العربي الإسرائيلي.

## المناطق الجغرافية
تقدر مساحة سوريا بحوالي 185.180 كيلومتر مربع، وفيها الصحراء، والسهول، والجبال. وهي مقسمة إلى منطقة ساحلية محددة بحزام مضاعف وضيق من الجبال يفصلها عن المساحة الأكبر شرق هذه الجبال. يكون المناخ جافا غالبا؛ فمعدل الأمطار السنوي لثلاثة أخماس البلد هي أقل من 25 سنتيمترا. والأراضي الخصبة في البلاد هي أهم الموارد الطبيعية، وبذلت جهودا كبيرة ومستمرة لزيادة مساحة الأرض الصالحة للزراعة من خلال مشاريع الري.

## السهول الساحلية

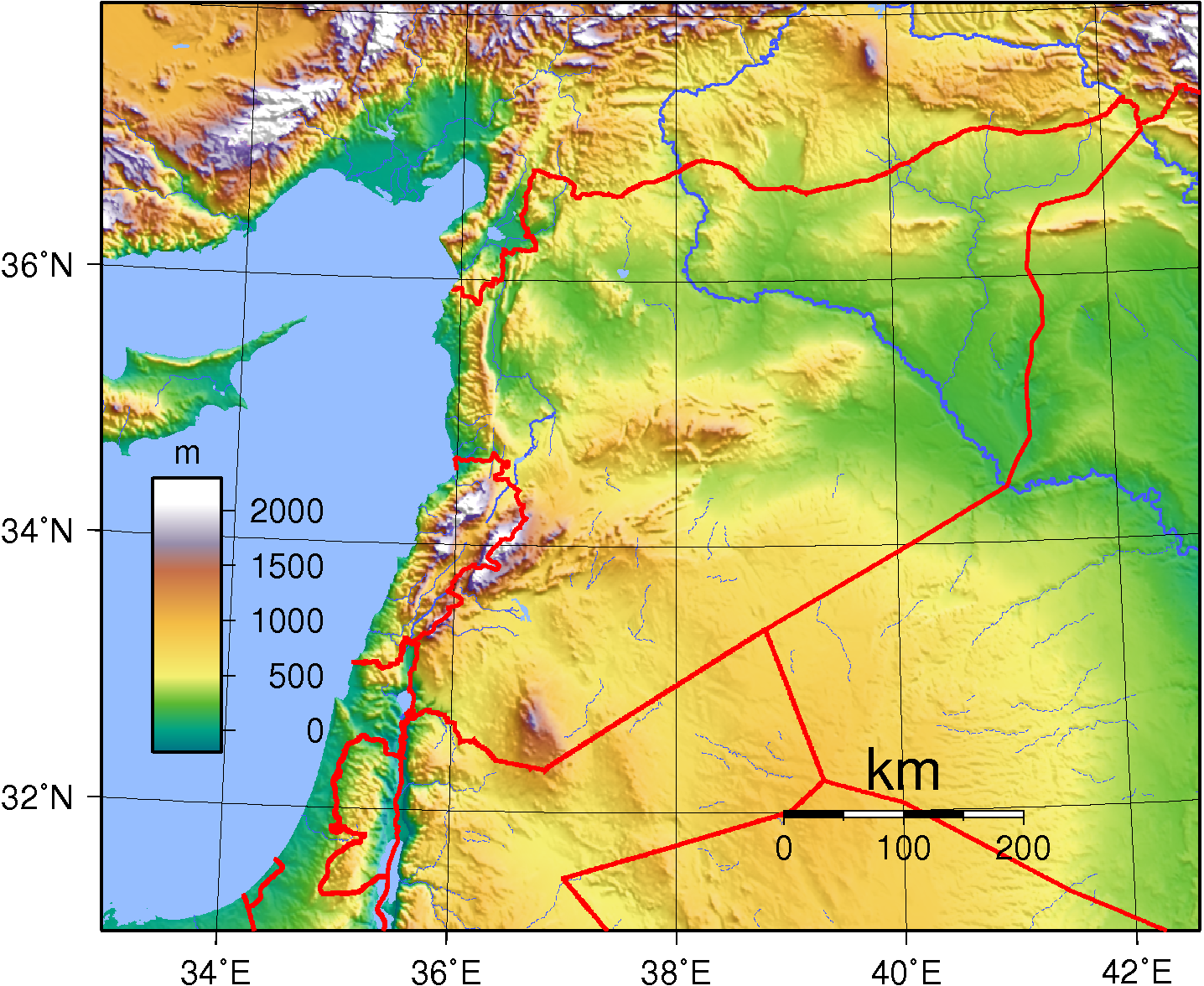
طبوغرافيا سورية

تمتد السهول الساحلية كما يدل اسمها على طول الساحل السوري الضيق من الشمال حيث الحدود التركية إلى لبنان جنوبا. وطول الساحل السوري يساوي 165 كلم تقريبا من شاطئ البحر الأبيض المتوسط فقط.
جبال العلويين هي جبال موازية للسهل الساحلي وهي ذات ارتفاع يزيد قليلا عن 1.212 مترا، وأعلى ذروة هي «النبي يونس» وهي بارتفاع 1،575 مترا. إن الرياح الغربية الآتية من البحر تصطدم بالمنحدرات الغربية فتفرغ ما تحمله من الرطوبة على شكل أمطار. ولذلك هي أكثر خصوبة وأكثر كثافة سكانية من المنحدرات الشرقية التي لا ينالها سوى الرياح الحارة والجافة التي تهب على الصحراء. وقبل الوصول إلى الحدود اللبنانية والجبال المواجهة للبنان، يوجد مضيق في الجبال عند مدينة حمص حيث يمر خط السكة الحديد من حمص إلى ميناء طرابلس اللبناني. وقد كانت فتحة حمص لقرون عدة الممر المفضل للتجارة والغزو من الساحل إلى المناطق الداخلية في البلاد، والأجزاء الأخرى من آسيا. وباتجاه الشرق، حيث تنفصل جبال العلويين عن جبل الزاوية حيث يقبع سهل الغاب وهو سهل خصب مروي بنهر العاصي.
باتجاه الجنوب وعند الجبال المواجهة للبنان التي تبلغ قممها ارتفاع 2700 مترا عند الحدود السورية اللبنانية، وتمتد بروزاتها شرقا باتجاه الهضبة الدخلية. والمنحدرات الداخلية قليلة الأمطار والغطاء النباتي وتندمج في نهاية المطاف مع الصحراء.
وفي الجنوب الغربي، يبرز جبل الشيخ أو جبل الحرمون على الحدود بين سوريا ولبنان وتمتد نزولا إلى هضبة حوران التي تتلقى مياه الأمطار والرياح المحمولة من البحر الأبيض المتوسط. جميع جبال الحرمون غير مسكونة. ولكن المخاريط البركانية التي يصل ارتفاعها إلى 900 متر تشكل أرضا خصبة في هضبة حوران جنوب دمشق وشرق الجبال المواجهة للبنان. وإلى الجنوب الغربي من حوران تقع المنطقة البركانية لجبل الدروز (ويسمى أيضا جبل العرب).

## الهضبة الشرقية
تتخلل منطقة الهضبة الشرقية بكاملها سلسلة من الجبال المنخفضة، جبل الرواق وجبل أبو رجمين، وجبل البشري، وتمتد باتجاه الشمال الشرقي بدأ من جبل العرب إلى نهر الفرات. وإلى جنوب هذه الجبال تقع المنطقة الصحراوية القاحلة المعروفة باسم حماد. وإلى الشمال من جبل الرواق وإلى شرق من مدينة حمص تقع منطقة قاحلة معروفة باسم صحراء حمص وهي ذات سطح قاسي القشرة.
وإلى الشمال الشرقي من نهر الفرات الذي ينبع من الجبال في تركياأو هضبة أرمينيا ويجري عابراً سورية متجها إلى العراق، تقع منطقة الجزيرة الخصبة المسقية بروافد نهر الفرات. خضعت المنطقة إلى تحسينات في خدمات الري خلال 1960 و 1970، وتوفر قدرا كبيرا من محاصيل الحبوب والقطن. وقد اكتشف النفط والغاز الطبيعي في أقصى الجزء الشمالي الشرقي من الجزيرة وعزز هذا الاكتشاف كثيرا القدرة الاقتصادية للمنطقة.

## الماء

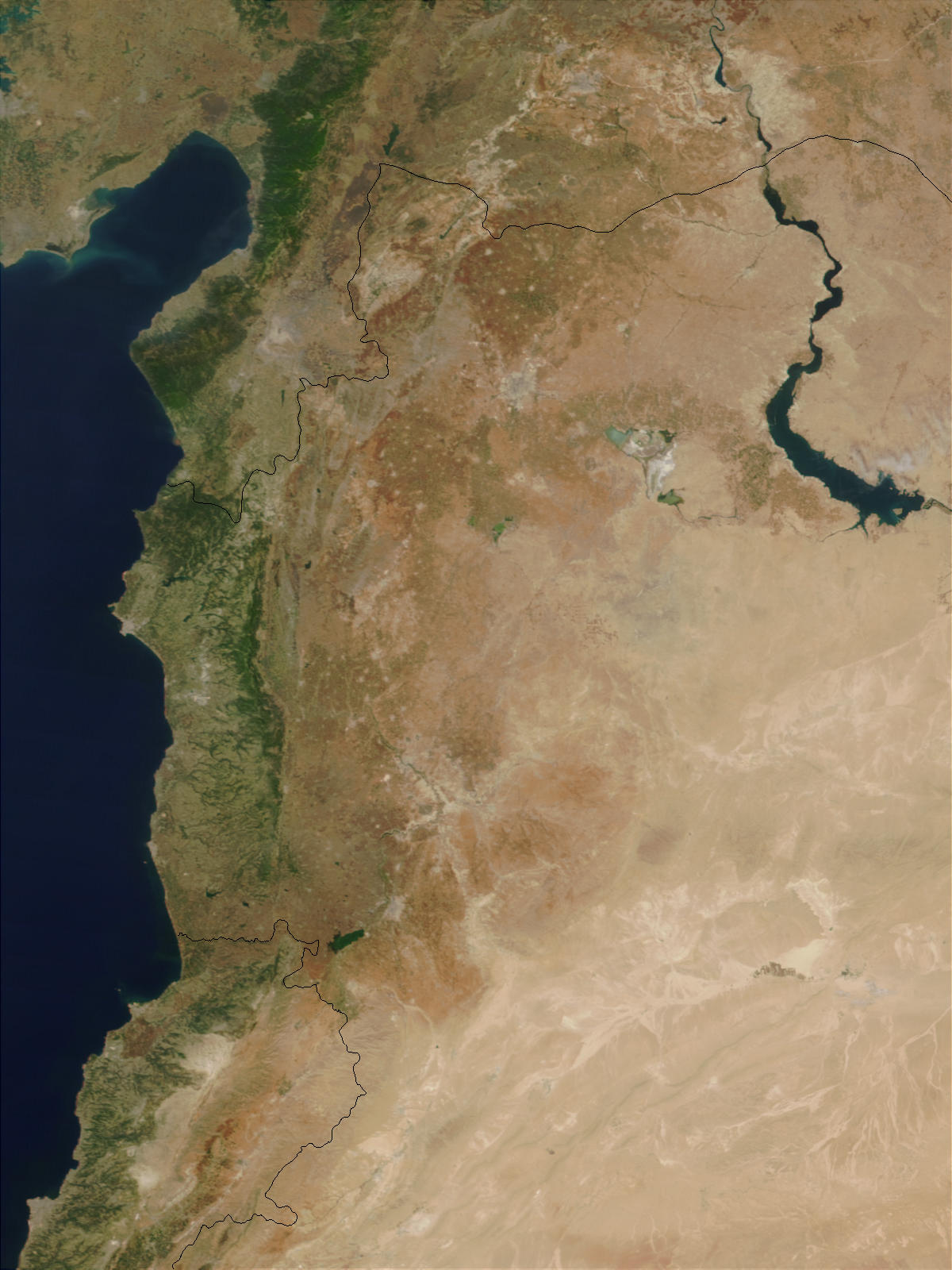
صورة فضائية لسورية توضخ توزع المناطق الخضراء في سورية

الموارد المائية ذات أهمية حيوية للتنمية الزراعية. إن أطول وأهم نهر في سوريا هو نهر الفرات الذي يمثل أكثر من 80 في المئة من الموارد المائية في سوريا. يعتبر
الخابور والبليخ أهم الروافد لهذا النهر من الضفة اليسرى، وهي تنبع أيضا من تركيا. كما يوجد رفيد من الضفة اليمنى يسمى وديس. وفي عام 1973 م، أنهت سوريا بناء سد الفرات على نهر الفرات عند مدينة الطبقة أعلى النهر من مدينة الرقة. وخزن السد ورائه بحيرة سميت بحيرة الأسد، وتمتد البحيرة طوليا مع النهر بطول 80 كيلومتر وبعرض 8 كيلومترات.
وفي غرب دمشق يتخلل الهضبة القاحلة بعض الواحات والجداول وعدد قليل من الأنهار التي تصب في مستنقعات وبحيرات صغيرة توفر المياه اللازمة للري.
وأهم هذه الأنهار نهر بردى الذي ينبع من الجبال المواجهة للبنان ويصب ويختفي في الصحراء. ونهر بردى هو مصدر الحياة لغوطة دمشق. هذه المساحة الخضراء ذات مساحة 370 مترا مربعا، كانت سببا في ازدهار دمشق منذ العصور القديمة. وفي منتصف الثمانينات، صغر حجم الغوطة تدريجيا نتيجة لتجاوز البنيان والأماكن الصناعية.
وقد زرعت مناطق عديدة في الجزيرة السورية باستخدام مياه من نهر الخابور. وتستخدم مياه نهر السن وهو نهر صغير في محافظة اللاذقية، في ري المنطقة الواقعة غرب من جبال العلويين، على بعد 32 كم جنوب غرب ميناء اللاذقية. وفي الجنوب، تستخدم الينابيع التي تغذي نهر اليرموك في ري حوران. والمياه الجوفية هي ينابيع طبيعية يستفاد منها في الري والشرب على حد سواء. وأغنى المناطق بالمياه الجوفية هي سهل الغاب، التي تتضمن حوالي 19 نبعا رئيسيا وأنهارا جوفية تعطي مجتمعة آلاف الليترات في الدقيقة الواحدة.

## المناخ
أبرز سمات المناخ في سوريا هو التناقض بين البحر والصحراء، بين جو ساحل البحر المتوسط الرطب وبين جو المناطق الصحراوية القاحلة الممتدة عبر ثلاثة أرباع البلاد والمحددة غربا بالجبال المواجهة للبنان وجبال العلويين، ومحددة شمالا بمنطقة الجبال التركية، ومن محددة جنوبا بجبل العرب وجبل الرواق، وجبل أبو رجمين وجبل البشري.
هطول الأمطار في هذه المنطقة وفيرة إلى حد ما، ويتراوح هطول الأمطار السنوي بين 75 و 100 سنتيمترا. ومعظم هذه الأمطار التي تحملها الرياح من البحر الأبيض المتوسط وتهطل بين شهري نوفمبر ومايو. ويتراوح المعدل السنوي لدرجات الحرارة بين 7 درجة مئوية في يناير و 27 درجة مئوية في أغسطس. وبسبب ارتفاع جبال العلويين فإنها تلتقط معظم الأمطار الآتية من المتوسط. والصقيع غير معروف في أي من المواسم، مع أن قمم جبال العلويين قد تغطى بالثلوج أحيانا.
السحب الحاملة للأمطار الآتية من المتوسط تمر خلال فتحة حمص بين جبال العلويين والجبال المواجهة للبنان فتصل إلى منطقة حمص وقد تمر أحيانا إلى المنطقة شرقي مدينة حمص. وتحجب الجبال المواجهة للبنان الأمطار عن مدينة دمشق حيث أصبحت المنطقة شبه قاحلة وهي ذات هطول سنوي من الأمطار حوالي 20 سنتيمترا وتتفاوت درجة الحرارة من 4 درجة مئوية في يناير إلى 40 درجة مئوية في يوليو وأغسطس. ومع ذلك فإن المنطقة قرب العاصمة دمشق هي بساتين خضراء مزروعة حيث تروى من نهر بردى بواسطة قنوات بنيت خلال العصور الرومانية.
تنخفض الرطوبة في جنوب شرقي البلاد، ويكون هطول الأمطار السنوية أقل من 10 سنتيمترا. وتتفاوت هذه الكمية القليلة من الأمطار من سنة إلى أخرى مسببة حالات جفاف دورية. وفي الصحراء القاحلة الحجرية جنوب كل من جبل الرواق وجبل أبو رجماين وجبل البشري تتجاوز درجات الحرارة في يوليو 45 درجة مئوية.
تضر العواصف الرملية خلال شهري فبراير ومايو وتتلف النباتات وتمنع الرعي. تكمن السهوب الشاسعة من الهضبة شمال الصحراء وشرق سهل الغاب، حيث السماء الصافية دون غيوم ودرجات الحرارة المرتفعة تسود في فصل الصيف، ولكن الصقيع يكون شائعا وقاسيا من شهر مارس إلى نوفمبر. يكون المتوسط السنوي لسقوط الأمطار حوالي 25 سم ويكون أقل من 20 سنتيمترا في حزام كبير على طول المنطقة الصحراوية الجنوبية. و لا يوجد في هذا الحزام سوى نهري الفرات والخابور لتقديم المياه للزراعة والاستيطان.
ففي النهاية تعتبر سورية من الدول الباردة غالبا .

## المساحة والحدود

### المساحة
الكلية: 185180كم²
الأرض: 184,050 كم²
المسطحات المائية: 1,130 كم²

### الحدود البرية
الكلية: 2,253 كم
البلاد المجاورة: العراق 605 كم، فلسطين 76 كم، الأردن 375 كم، لبنان 370 كم، تركيا 822كم
الساحل: 193 كم

### الحدود البحرية
- المنطقة المجاورة: 41 ميلاً بحرياً.
- المياه الإقليمية: 35 ميلاً بحرياً.